# Zdenka Heršak
Zdenka Heršak (Zagreb, 19. kolovoza 1928. – Zagreb, 3. srpnja 2020.) bila je hrvatska kazališna, televizijska i filmska glumica te spisateljica.

## Životopis
Šarmantna i kontroverzna glumica i spisateljica Zdenka Heršak diplomirala je Zemaljsku glumačku školu u Zagrebu 1950. godine. Članica studija Jadran filma bila je od 1950. do 1952 godine. Nakon kratkotrajnih angažmana u Šibeniku i Dubrovniku postaje, godine 1953., članica ansambla Zagrebačkoga dramskog kazališta, danas Dramsko kazalište "Gavella". Nastupala je i u drugim kazalištima u Zagrebu i u Rijeci.
Objavila je zbirku dramskih tekstova "Jedan kišni oblak" (Bhaktivedanta - Udruga za znanost i religiju, Zagreb 1998.), knjigu aforizama "To što i ptice pjevaju" (Mozaik knjiga, Zagreb 2001), zbirke autobiografskih zapisa "Moj život putuje " (Mozaik knjiga, Zagreb, 2004) i "Nosili me vihori" (VBZ, Zagreb 2014.), te zbirku priča "Priče iz starog ormara", (Ogranak Matice Hrvatske, Zaprešić, 2016.).

## Uloge

### Kazališne uloge
- Lidija, "Na taraci", Ivo Vojnović, redatelj: Branko Gavella, 1953., Dubrovačke ljetne igre
- Laura, "Dundo Maroje", Marin Držić, redatelj: Maden Škiljan, 1955.,  Zagrebačko dramsko kazalište,
- Andrijana, "Skup", Marin Držić, redatelj: Kosta Spaić, 11. ožujak 1959.,  Zagrebačko dramsko kazalište,
- Kobila, "Balkon", Jean Genet, redatelj: Tomislav Durbešić, 10. siječnja 1966., Teatar &TD
- Eleonora (S. Mrožek, Tango), redatelj: Vanča Kljaković, 29. rujna 1966.  Zagrebačko dramsko kazalište
- Pravda,  "Grižula ili ti Plakir", Marin Držić, redatelj: Joško Juvančić, 14. kolovoz 1967. Dubrovačke ljetne igre
- Stella, "Kraljevo",  Miroslav Krleža, redatelj: Dino Radojević, 10. listopada 1970.,  Zagrebačko dramsko kazalište
- Klitemnestra, "Muhe", Jean-Paul Sartre, redatelj: Petar Selem, 04. travnja 1970., Teatar &TD
- Majkača, "Predstava Hamleta u selu Mrduša Donja",  Ivo Brešan, redatelj: Božidar Violić,  19. travanj 1971. Teatar &TD
- Raymonde, "Buba u uhu", redatelj: Vladimir Gerić, 05. svibnja 1972. Dramsko kazalište Gavella
- Valerija, "Priče iz Bečke šume", Ödön von Horvath, redatelj: Kosta Spaić, 28. ožujka 1975. Dramsko kazalište Gavella
- Majorica Bergery "U pozadini", M. Feldmana, redatelj: Bogdan Jerković, 10. siječnja 1976.Dramsko kazalište Gavella
- Zdenka, "Kruh", Čedo Prica, redatelj: Želimir Mesarić, 02. travnja 1976., Dramsko kazalište Gavella
- Džive, "Maškarate ispod kuplja", Ivo Vojnović, redatelj: Ivica Kunčević, 16. lipnja 1976., Dramsko kazalište Gavella
- Mariola,  "Gle, kako lijepo počinje dan", Zvonimir Bajsić, redatelj: Ladislav Vindakijević, 1977. Malo kazalište Trešnjevka,
- Babakina Marfa Jegorovna, "Ivanov", Antun Pavlović Čehov, redatelj: Ivica Kunčević, 09. travnja 1978., Dramsko kazalište Gavella
- Helena, "Žrtvovana Helena W. Hildesheimer, redatelj: Antun Celio Cega, 1980., Komorni teatar klasike
- Bessie Burgess, "Plug i zvijezde", S. O'Casey, redatelj: Želimir Mesarić,  04. lipnja 1982., Dramsko kazalište Gavella
- Gertruda, "Hamlet", Wiliam Shakespeare, redatelj: Jiří Menzel, 1983., Dubrovačke ljetne igre
- Mary,  "Spašeni", Edvard Bond, redatelj: Rade Šerbedžija, 21. siječnja 1983. kazališna družina Akter,
- Polina Andrejevna, "Galeb", Antun Pavlović Čehov, redatelj: Petar Veček, 13. travnja 1991., Dramsko kazalište Gavella

### Televizijske uloge
- "Damin gambit" kao gošća emisije (2013.)
- "Bračne vode" kao gospođa u dućanu (2008.)
- "Bitange i princeze" kao Melita (2007.)
- "Odmori se, zaslužio si" kao Edita Švaps (2006.)
- "Duga mračna noć" kao gospođa Matilda (2005.)
- "Neuništivi" (1990.)
- "Zagonetno pismo" kao Olga (1990.)
- "Ratno bogatstvo" (Fortunes of War) kao žena u vlaku (1987.)
- "Putovanje u Vučjak" kao Bara (1986.)
- "Ne daj se, Floki" kao susjeda Elza (1985.)
- "Inspektor Vinko" kao gospođa Silva u butiku Orhideja (1984.)
- "Smogovci" kao Nosonjina susjeda (1983.)
- "Kiklop" kao gazdarica (1983.)
- "Nepokoreni grad" (1982.)
- "Anno domini 1573" kao Kate Palondra (1979.)
- "Punom parom" kao direktorova supruga Ana (1978.)
- "Vrijeme ratno i poratno" (1975.)
- "Auto trubi: Mi smo rodoljubi" (1972.)
- "Prosjaci i sinovi" (1972.) https://obljetnica.hrt.hr/leksikon/p/prosjaci-i-sinovi/  Arhivirana inačica izvorne stranice od 23. veljače 2018. (Wayback Machine)
- "Naše malo misto" kao Frida i Roža #2 (1970. – 1971.) https://obljetnica.hrt.hr/leksikon/n/nase-malo-misto/  Arhivirana inačica izvorne stranice od 20. siječnja 2021. (Wayback Machine)
- "Maratonci" (1968.)
- "Osa" (1968.) https://obljetnica.hrt.hr/leksikon/o/osa/  Arhivirana inačica izvorne stranice od 22. ožujka 2021. (Wayback Machine)

### Filmske uloge
- "Tko je taj Zvonimir Bajsić?" kao sudionica dokumentarca (2016.)
- "Pjevajte nešto ljubavno" kao gospođa Hrnjak (2007.)
- "Pušća Bistra" kao Bazilija Klarić (2005.)
- "Duga mračna noć" kao Ivina gazdarica Matilda (2004.)
- "Slučajna suputnica" kao gospođa #1 (2004.)
- "Prepoznavanje" kao gospođa Knežević (1996.)
- "Mrtva točka" kao gazdarica (1995.)
- "Kositreno srce" (1994.)
- "Lude gljive" (1990.)
- "Smrtonosno nebo" kao prodavačica cvijeća (1990.)
- "Doktorova noć" kao teta (1990.)
- "Leo i Brigita" kao Brigita Šramek (1989.)
- "Kanarinčeva ljubovca" (1988.)
- "Proljeće Janka Potlačeka" kao Štefanija (1988.)
- "Terevenka" (1987.)
- "Osuđeni" kao susjeda (1987.)
- "Bunda" kao Perova supruga Eva (1987.)
- "Akademija za princeze" kao Madame Dumond (1987.)
- "Osuđeni" kao susjeda (1987.)
- "Slike iz života jednog šalabahtera" (1987.)
- "San o ruži" kao Milostiva (1986.)
- "U pozadini" kao majorica (1984.)
- "U raljama života" kao Pipova mama (1984.)
- "Medeni mjesec" (1983.)
- "Velika cesta do Kine" kao grofica (1983.)
- "Gle kako dan lijepo počinje" kao Mariola (1982.) https://obljetnica.hrt.hr/leksikon/g/gle-kako-dan-lijepo-pocinje/  Arhivirana inačica izvorne stranice od 3. ožujka 2021. (Wayback Machine)
- "Zločin u školi" kao profesorica engleskog (1982.)
- "Hoću živjeti" kao Fanika Kovač (1982.)
- "Gosti iz galaksije" (1981.)
- "Kraljevo" (1981.)
- "Gospođica" (1980.)
- "Luda kuća" kao Heda Perak (1980.)
- "Ljubica" kao tramvajka (1978.)
- "Roko i Cicibela" (1978.)
- "Ili jesmo, ili nismo" kao Ljubica Knežić (1977.)
- "Klara Dombrovska" kao milostiva #1 (1976.)
- "Izjava" kao Iva Sić (1976.)
- "Od kolijevke pa do groba najljepše je đačko doba" kao Zdenka Heršak (1976.) (doku kratki film)
- "Seljačka buna 1573" kao Kata Palondra (1975.)
- "Atentat u Sarajevu" (1975.)
- "Deps" (1974.)
- "Predstava Hamleta u Mrduši Donjoj" kao Mara (1973.)
- "Kužiš stari moj" kao Gizela (1973.)
- "Madeleine, moja ljubavi" (1972.)
- "Luda kuća" kao Lidija (1972.)
- "Moji dragi susjedi" (1972.)
- "Putovanje" (1972.)
- "Putovanje na mjesto nesreće" kao Renata (1971.)
- "Ponašanje Ivana Lucića" (1971.)
- "Smrtni zvuci" (1970.)
- "Moji dragi dobrotvori" kao Katarina (1970.)
- "Ne diraj u zečje uši" (1970.)
- "Alko-test" (1969.)
- "Švedske šibice" (1969.)
- "Događaj" kao žena s crvenom maramom (1969.)
- "Orkestar" (1969.)
- "Mali noćni zmajevi" (1968.)
- "Tango" (1968.)
- "Gravitacija ili fantastična mladost činovnika Borisa Horvata" kao službenica u banci #2 (1968.)
- "Kratak susret" (1968.)
- "Politička večera" (1968.)
- "Ponedjeljak ili utorak" kao Markova majka (1966.)
- "Cirkus Rex" (1965.)
- "Tisuću i jedna strast" (1964.)
- "Drug predsjednik centarfor" kao Nenadova žena (1960.)
- "Velika će ljubav početi" (1958.)
- "Ciguli Miguli" (1952.)

## Nagrade
- 1980. Prvomajska nagrada UDUH-a na Susretima profesionalnih kazališta u Slavonskom Brodu za ulogu "Mariole" u "Gle kako lijepo počinje dan", redatelja: Ladislava Vindjakijevića.
- 2017. za životno djelo - Nagrada hrvatskog glumišta.

## Vanjske poveznice
- Zdenka Heršak u internetskoj bazi filmova IMDb-u (engl.)
- Stranica na Film.hr  Arhivirana inačica izvorne stranice od 8. lipnja 2011. (Wayback Machine)
- Večernji list